# Cheirodendron
Cheirodendron es un género con 6 especies de plantas con flores perteneciente a la familia Araliaceae, son nativos de Hawái donde crecen en las selvas lluviosas de las islas mayores, y en Kipuka Puaulu.

## Taxonomía
El género fue descrito por Nutt. ex Seem. y publicado en Journal of Botany, British and Foreign 5: 236. 1867.

## Especies
- Cheirodendron bastardianum (Decaisne) Frodin (Islas Marquesas)[3]
- Cheirodendron dominii  Kraj. Kauaʻi[4]
- Cheirodendron fauriei Hochr. (Kauaʻi)[4]
- Cheirodendron forbesii (Sherff) Lowry (Kauaʻi)[4]
- Cheirodendron platyphyllum (Hook. & Arn.) Seem. - Lapalapa (Oʻahu, Kauaʻi)[5]
  - C. platyphyllum ssp. kauaiense
  - C. platyphyllum ssp. platyphyllum
- Cheirodendron trigynum (Gaudich.) A.Heller  (principales islas de Hawáiʻi)[6]
  - C. trigynum ssp. helleri
  - C. trigynum ssp. trigynum